# Hugo Black
Hugo LaFayette Black (Ashland, 27 febbraio 1886 – Bethesda, 25 settembre 1971) è stato un politico e magistrato statunitense.

## Biografia
Nato nello stato dell'Alabama, era il più giovane degli otto figli di William Lafayette Black e Martha Toland Black. 
Fu rappresentante dello stato al Senato statunitense dal 1927 al 1937. Pur avendo da giovane fatto parte del Ku Klux Klan, in seguito ripudiò le idee razziste dell'organizzazione ed al Senato si orientò su posizioni, che prefigurarono le soluzioni del New Deal di Roosevelt. Nel dicembre 1932 presentò al Senato "un progetto di legge per la settimana non già di 40 bensì di 30 ore, ritenendo che una misura così drastica, in poco tempo, avrebbe portato al riassorbimento di sei milioni e mezzo di disoccupati. La proposta ottenne l’immediato appoggio della Afl ma subito si accese anche la discussione sulla compatibilità tra diminuzione dell’orario e mantenimento delle retribuzioni, che animò l’intero itinerario della proposta. Alla fine lo stesso Black fece proprio il punto di vista delle organizzazioni sindacali: la riduzione d’orario sarebbe avvenuta senza decurtazioni della busta paga.
Il progetto di legge del senatore Black fece rapidi e insperati progressi grazie anche al sostegno di molti intellettuali ed esponenti della Chiesa. Il 30 maggio del 1933 il Comitato giudiziario diede il parere favorevole al progetto, il dibattito che seguì fu rapido e riguardò solo le esenzioni per le industrie legate alle produzioni stagionali e per l’agricoltura. Alcuni emendamenti furono accettati e il 6 luglio 1933 il Senato accolse il progetto denominato Thirty Hours Week Bill, con 53 voti contro 30. Sembrò una vittoria di grande portata storica, ottenuta in modo sin troppo facile data la storia recente delle relazioni industriali del Paese. E tuttavia quando le 30 ore sembravano ormai a portata di mano intervennero ostacoli insormontabili e proprio dalla parte meno prevedibile. Fu infatti il democratico Roosevelt, eletto da poco alla presidenza degli Usa, a opporsi alla legge ritenendola economicamente controproducente e anticostituzionale. Non la firmò e (...) offrì in cambiò ai sindacati delusi il National Industrial Recovery Act (Nira) che in alcune sue norme riconobbe il diritto di rappresentanza e di contrattazione alle organizzazioni dei lavoratori".
Proposto da Roosevelt alla Corte suprema, in sede di advice and consent del Senato fu "ostinatamente respinto dai colleghi per il suo vibrante sostegno ai programmi del New Deal e per una sospetta adesione in gioventù al Ku Klux Klan nella nativa Alabama. Riuscì a spuntarla solo proclamando dai microfoni della radio nazionale una dichiarazione di ammissione e, nel contempo, di dissociazione da quell’episodio. Ebbe un ascolto inferiore solo al discorso di abdicazione di Edoardo VIII, la gente si convinse e con lei il Senato. 
Il suo mandato di giudice associato della Corte Suprema degli Stati Uniti fu il quinto, per durata, della storia della Corte fino a quel momento: resse il seggio dal 1937 al 1971.
In tema di libertà di parola, fu uno dei tre giudici che nel 1943, "con un clamoroso colpo di scena", pur avendo in precedenza votato con la maggioranza che negò la tutela del primo emendamento nel caso Gobitis, "ammisero pubblicamente di aver cambiato idea e di essere pronti a ripensare la propria posizione non appena se ne fosse data l’occasione. Di per sé, la pubblica ammissione di un errore da parte di alcuni giudici della Corte Suprema fu un fatto senza precedenti. In termini pratici, ciò significò che quattro voti, incluso quello contrario del giudice Stone nel caso Gobitis, erano ora disponibili per un eventuale rovesciamento della posizione della Corte. Nel 1943, quando si dovette decidere il caso Barnette, sempre riguardante i bambini dei testimoni di Geova, la vittoria di Gobitis venne ribaltata".
Concluse la sua carriera con l'opinione concorrente nel caso New York Times Co. v. United States, in cui si affermava la prevalenza assoluta della libertà di stampa contro la richiesta di Nixon di applicare l'Espionage Act ai due quotidiani responsabili della pubblicazione dei Pentagon Papers.

## Pensiero giuridico
Fu uno dei membri più influenti della Corte suprema durante il ventesimo secolo. Dal punto di vista della riflessione giuridica, fu un sostenitore del "litteralism" o "il testualismo" ermeneutico. A suo parere, la Corte suprema non avrebbe dovuto spingersi molto avanti nell'interpretare la Costituzione: ogni esercizio interpretativo avrebbe dovuto essere contenuto, per limitarsi ad applicarla. 
Se cambiamenti devono essere fatti nell'ordinamento costituzionale americano, "l'iniziativa spetta al popolo. In altre parole, la Corte è lì per far rispettare una Costituzione che può essere cambiata attraverso la procedura di revisione prevista. L'alta Corte non deve, per eccessi interpretativi, porsi al posto del sovrano, cioè del popolo. Per questo motivo, è favorevole all'incorporazione nei parametri costituzionali del Bill of Rights, giudicandola la conseguenza del Quattordicesimo emendamento. Secondo lui, questa incorporazione non era prevista nel testo originale ma, con la revisione del 1868, divenne una normale conseguenza della volontà del sovrano. D'altra parte, Black si opponeva alla Substantive Due Process of Law Clause, che a suo avvico darebbe troppo potere alla Corte suprema. La Costituzione, insomma, deve essere un limite per la giurisdizione federale".
In una serie di dissenting opinions che costellarono tutto il suo mandato, elaborò la teoria del c.d. "absolute test", in casi relativi alla libertà di espressione sancita dal primo emendamento: per essa, non sono possibili bilanciamenti o limitazioni per una serie di diritti incomprimibili, legati alla libertà della persona umana.